# Georges De Vlamynck

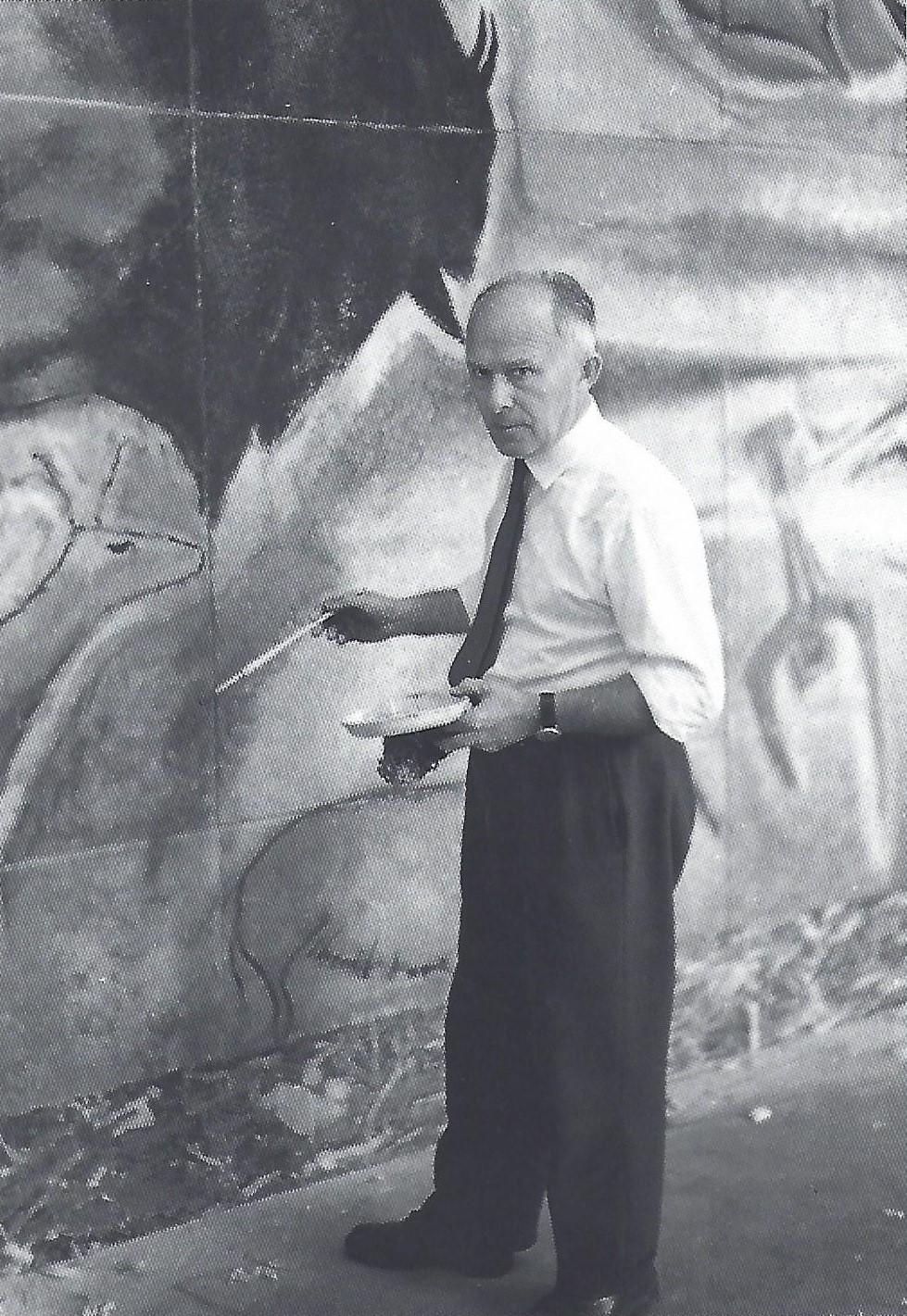
Georges De Vlamynck (1956)

Georges De Vlamynck (Brugge, 23 juni 1897 - Koekelberg, 1980), in zijn later leven bekend als Géo De Vlamynck, was een Belgisch kunstenaar, die vanwege zijn eerste stappen in het schilderen gedeeltelijk tot de Brugse School wordt gerekend.

## Levensloop
Toen hij twaalf werd, begon De Vlamynck aan studies in de Brugse kunstacademie, bij Flori Van Acker. 
Tijdens de Eerste Wereldoorlog vocht hij gedurende vier jaar in het Belgisch leger. Nadien vertrok hij naar Brussel en in 1921 en 1922 won hij alle beschikbare prijzen aan de Brusselse kunstacademie. Hij werd in zijn geboortestad, in de Kopstraat, waar zijn ouders woonden, hiervoor uitbundig gevierd, samen met José Storie. Hij studeerde ook aan het Instituut Ter Kameren, waar hij later zelf leraar werd.
De Vlamynck maakte naam als decorateur en schilder van fresco's.
In Schaarbeek, waar hij ging wonen in de Grondwetstaat 7, werd zijn vroeger atelier tot museum omgevormd.